# Magnus Enckell
Knut Magnus Enckell (Hamina, 9 novembre 1870 – Stoccolma, 27 novembre 1925) è stato un pittore finlandese appartenente alla corrente del simbolismo, nonché uno dei suoi rappresentanti maggiori.
Durante i primi anni della sua carriera artistica si trovò a dipingere con colori tenui e sommessi, mentre in seguito ha utilizzato sempre più le tinte vivaci. Era membro di spicco del gruppo de pittori coloristi denominato "Septem".
Enckell era omosessuale, come pare indicato e ripetutamente suggerito anche da alcuni ritratti erotici da lui composti, che erano già notevolmente disinibiti per il suo tempo: "le sue storie d'amore avute con altri uomini non sono mai state negate... gli uomini e i ragazzi nudi di Enckell sono apertamente erotici e pervasi di sensualità". La sua opera sembra costantemente oscillare tra i due confini di mascolinità e femminilità, tra l'idea di una rappresentazione esterna ed una ricreazione di se stesso.

## Biografia

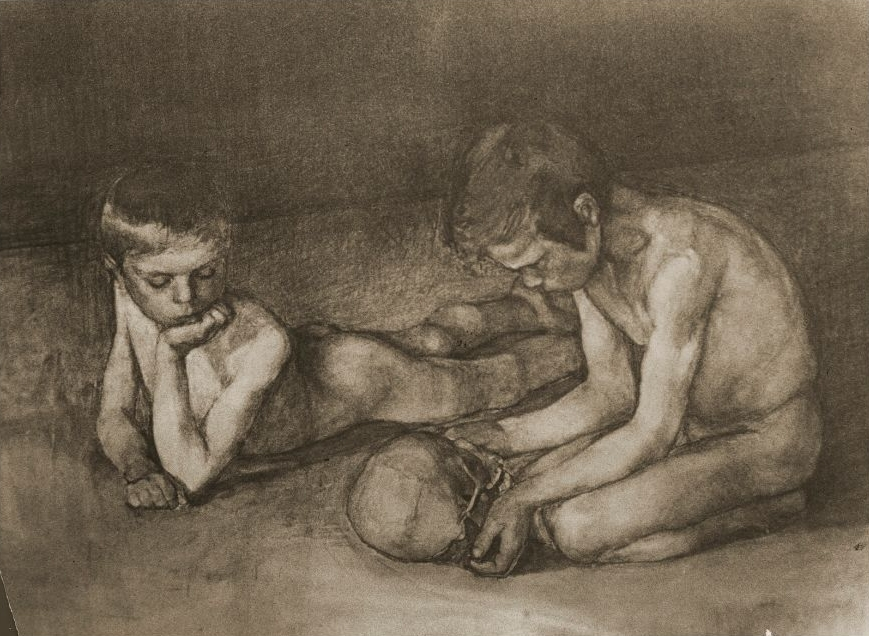
Ragazzo col teschio (disegno I), 1893.

Nato in una piccola cittadina nella parte più orientale del paese, è figlio di Carl, un prete protestante, ed Alexandra Appelberg; è il più giovane di sei fratelli.
A diciannove anni inizia gli studi artistici ad Helsinki, presso l'istituto di disegno della capitale; poco tempo dopo però abbandona la scuola per continuare a studiare privatamente sotto la direzione di Gunnar Berndtson. Durante gli anni della sua formazione lo stile predominante era il naturalismo. In seguito Enckell è stato il primo artista finlandese a rompere con quello stile allora considerato così tradizionale.
Nel 1891 si reca a Parigi, dove diventa allievo di Jules Joseph Lefebvre e Jean-Joseph Benjamin-Constant alla Académie Julian. Qui è per la prima vola attratto dal movimento simbolista e viene influenzato maggiormente dal pittore Pierre Puvis de Chavannes, oltre che in generale dalla letteratura prodotta dal simbolismo. Si mostra anche interessato allo spiritismo molto in voga in quel periodo.

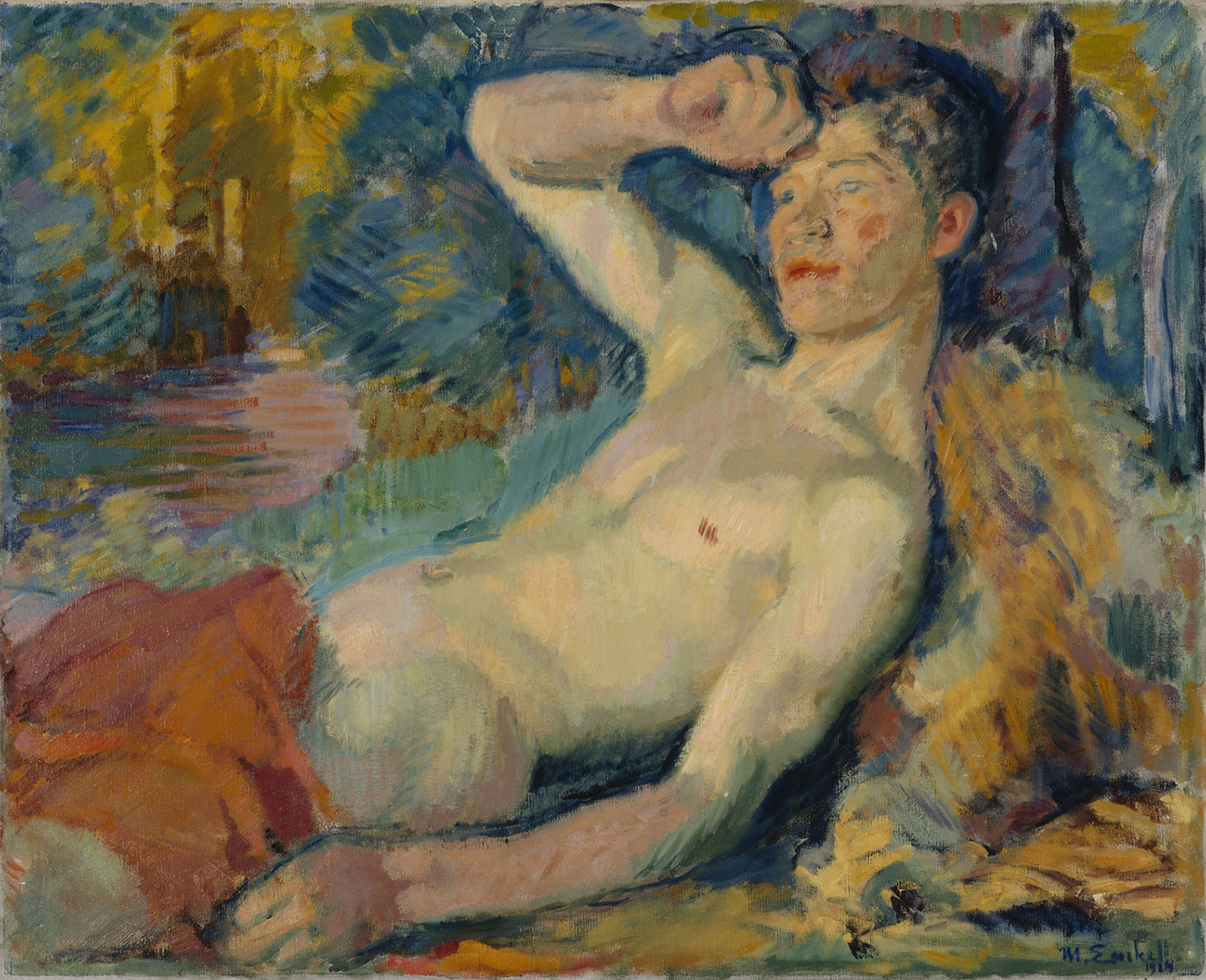
Risveglio del Fauno, 1914.

Durante un soggiorno in Bretagna compone le sue due prime opere compiutamente mature, un Autoritratto ed una figura femminile. Era un entusiasta del Rinascimento ed in sintonia con gli ideali misticheggianti di Joséphin Péladan, da cui ha preso lo standard di Bellezza basato sull'ideale dell'Androgino che da allora in poi ha assiduamente applicato alla propria opera.
Durante il suo secondo soggiorno nella capitale francese avvenuto nel 1893 dipinge Il risveglio, un nudo maschile frontale seduto su un letto, in cui ha creato una composizione rigorosa utilizzando colori al limite della trasparenza così da suggerire un'atmosfera più spirituale.

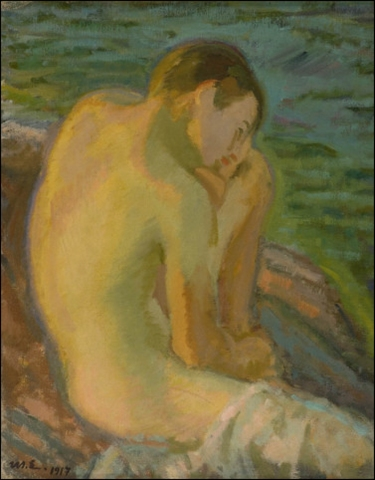
Ragazzo sulla spiaggia, 1917.

Tra il 1894-5 si reca in Italia e viaggia tra Milano, Firenze, Ravenna, Siena e Venezia, dove i conflitti interiori che viveva si sono sempre più riflessi anche nella sua arte; nel 1898 egli stesso ha insegnato le tecniche dell'affresco e della tempera nella capitale della Toscana, studiando al contempo l'opera di Masaccio e del Beato Angelico.
Gli anni fecondi trascorsi nella penisola italiana hanno dato alla sua arte una più ampia gamma coloristica, regalando al suo spirito una connotazione più ottimistica e un ideale maggiormente positivo dell'esistenza. Poi si reca in Svizzera e in Germania, dove ha l'occasione di incontrare le opere di Arnold Böcklin.
Nei primi anni del nuovo secolo sotto l'influenza del post-impressionismo, sviluppa una maggior luminosità e ricchezza e vivacità di colori, rispetto a quanto aveva fatto fino a quel momento; un esempio di ciò è la serie intitolata "The Bathers" (bagnanti), in colori scuri e vivaci. Insieme a Verner Thomé e Ellen Thesleff, Enckell fonda il gruppo "Septem", ove hanno cominciato a riunirsi un gruppetto di artisti che condividevano le sue stesse opinioni; ad esso si avvicina anche il rappresentante del puntinismo Alfred Finch.
Nel 1907 esegue la commissione della pala d'altare da porre sulla parete dietro l'altare nella cattedrale di Tampere: l'affresco, largo più di 10 m e alto 4 rappresenta, in colori tenui, lo spettacolo della resurrezione dai morti di un gruppo di persone di tutte le etnie tra cui anche, verso il centro, due uomini nudi che camminano fianco a fianco.

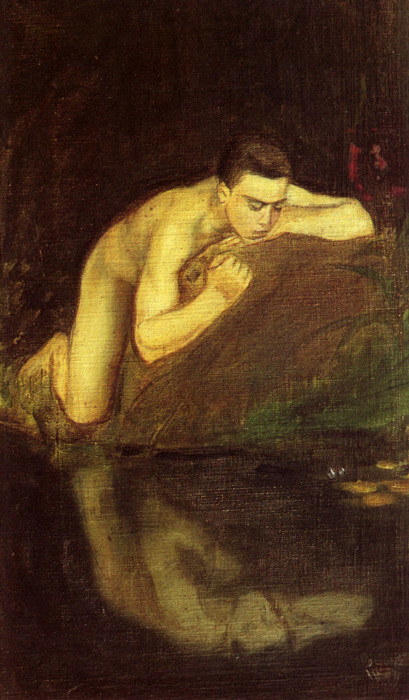
Narkisos, 1896–7. Ispirato al mito di Narciso (mitologia).

A partire dal 1901 in poi Enckell ha trascorso molte delle sue estati nell'isola di Gogland, dove tra l'altro dipinse anche il suo Boys on the Shore. Ha poi organizzato mostre d'arte finlandese sia a Berlino (nel 1903) che a Parigi (nel 1908), ma anche di arte francese e belga ad Helsinki (nel 1904). Ha presieduto l'associazione finlandese delle arti tra il 1915-18 ed è stato eletto membro dell'accademia di belle arti della capitale finlandese nel 1922.
È morto mentre si trovava a Stoccolma nel 1925 ed il suo funerale è stato un vero e proprio evento nazionale. È sepolto nel suo villaggio natale in Finlandia.

## Opere maggiori
- Bambino reclinato, 1892
- Risveglio, 1893
- Il ragazzo e il cranio, 1893
- Resurrezione, la pala d'altare della Cattedrale di Tampere, 1907
- La signora Emmy Frosterus, ritratto 1909

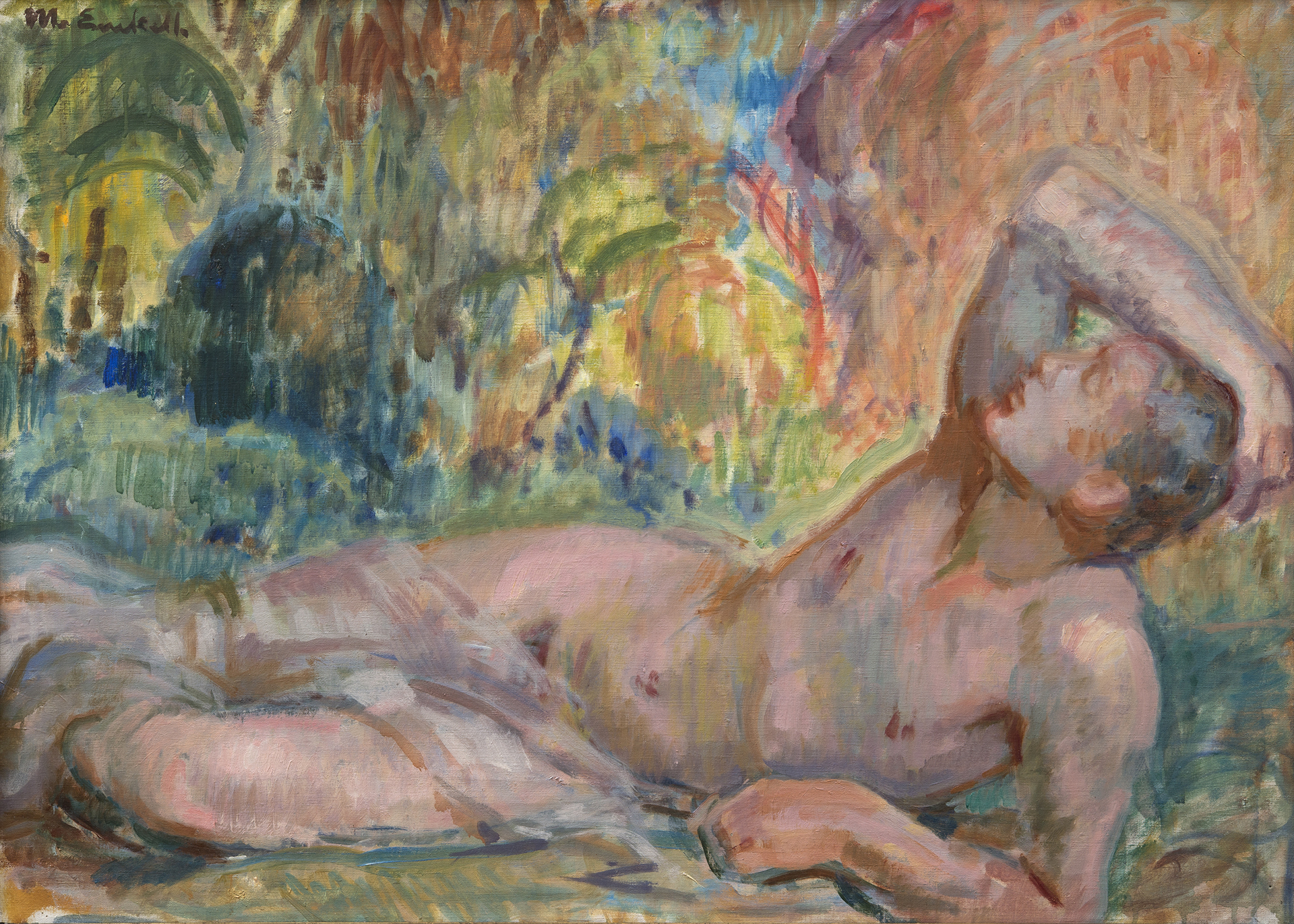
Adonis, 1915.

- Narcissus, 1912
- Risveglio del fauno, 1914
- Diana e Endimione, 1921